# Tatjana Sidorowa
Tatjana Aleksandrowna Sidorowa (ros. Татьяна Александровна Сидорова; ur. 25 lipca 1936 w Czelabińsku) – rosyjska łyżwiarka szybka reprezentująca ZSRR, brązowa medalistka olimpijska.

## Kariera
Największy sukces w karierze Tatjana Sidorowa osiągnęła w 1964 roku, kiedy zdobyła brązowy medal w biegu na 500 m podczas igrzysk olimpijskich w Innsbrucku. W zawodach tych wyprzedziły ją jedynie dwie rodaczki: Lidija Skoblikowa oraz Irina Jegorowa. Na rozgrywanych cztery lata później igrzyskach olimpijskich w Grenoble była dziewiąta na tym samym dystansie. Nigdy nie zdobyła medalu mistrzostw świata. Jej najlepszym wynikiem było dwunaste miejsce wywalczone podczas mistrzostw świata w wieloboju sprinterskim w West Allis w 1970 roku. Na arenie krajowej zdobyła brązowy medal mistrzostw ZSRR w wieloboju w 1968 roku, a także trzykrotnie zwyciężała na dystansach: na 500 m w latach 1968 i 1970 oraz na 1000 m w 1966 roku.
Ustanowiła pięć rekordów świata (w tym dwa nieoficjalne).